# حسن خون
حسن خون روستایی است از توابع بخش مرکزی شهرستان زهک در استان سیستان و بلوچستان ایران.

## جمعیت
این روستا در دهستان زهک قرار دارد و بر اساس سرشماری سال ۱۳۸۵ جمعیت آن (۲۴۲ خانوار) ۱٬۰۵۷ نفر بوده‌است.